# Eddie Gaven
Eddie Gaven (Hamilton Township, 25 oktober 1986) is een voormalig Amerikaans voetballer die voor het laatst uitkwam voor Columbus Crew.

## Clubcarrière
Gaven werd als twaalfde gekozen door de MetroStars in de MLS SuperDraft 2003. Op 14 juni 2003 maakte hij tegen Chicago Fire zijn debuut. Op 5 juli 2003 maakte hij tegen DC United zijn eerste doelpunt. Na een succesvolle periode bij de MetroStars waarin hij onder andere deelnam aan een Major League Soccer All-Star Game vertrok hij in 2006 naar Columbus Crew. Ook bij Columbus werd hij een belangrijke speler op het middenveld. In 2007 speelde hij in zevenentwintig wedstrijden waarin hij vijf goals maakte en zeven assists gaf. Op 31 oktober 2013 maakte hij bekend te stoppen met het professioneel voetbal.